# Kakashi Hatake
Kakashi Hatake (はたけカカシ Hatake Kakashi?) es un personaje ficticio del manga y anime Naruto, creado por Masashi Kishimoto. Dicho autor comentó que había planeado introducir a Kakashi en el manga en los primeros capítulos, junto con el personaje principal, Naruto Uzumaki, pero se retractó debido a que sabía que el «Equipo 7» se desarrollaría mejor sin él presente en esos momentos.
Tanto en el anime como en el manga, Kakashi es un ninja de la Aldea Oculta de la Hoja, y es el líder y sensei del «Equipo 7», compuesto por Naruto Uzumaki, Sasuke Uchiha y Sakura Haruno. Sin embargo, Sasuke abandona el equipo y posteriormente se introduce a Sai como su reemplazo. 
Al principio, Kakashi se presenta como un personaje apático, pero en el desarrollo de la serie, la lealtad hacia sus amigos y estudiantes se hace cada vez más evidente. En el 2005, Kishimoto creó un gaiden titulado Kakashi Gaiden, en el que se revelan algunos de los datos sobre la identidad de Kakashi, así como los hechos que experimentó durante su juventud.
En la adaptación japonesa del anime su seiyū es Kazuhiko Inoue, mientras que en el doblaje hispanoamericano es Alfonso Obregón y en el español es Juan Arroyo.
Al ser uno de los personajes principales, Kakashi ha aparecido en diversos medios relacionados con Naruto, incluyendo varias de las películas así como en las animaciones originales y en varios videojuegos. Además, numerosas publicaciones del anime y manga han servido para elogiar y criticar al personaje. En una encuesta realizada por T.H.E.M. Anime Reviews, se comentó que la serie podría llamarse solamente «Kakashi».
Se han lanzado a la venta múltiples accesorios en semejanza a Kakashi, incluyendo muñecos de felpa y llaveros. Durante la Cuarta Gran Guerra Ninja, Madara Uchiha le arrancó el ojo Sharingan izquierdo a Kakashi y posterior a ello Madara se lo implanta en su ojo izquierdo y lo cura con las células de Hashirama de su inminente ceguera. Con tal de recuperar su Rinnegan izquierdo, Madara usa el Kamui del Sharingan y se dirige a la dimensión del Kamui donde se encontraba Obito acompañado de Sakura.

## Creación y concepción
Masashi Kishimoto tenía originalmente planeado que Kakashi apareciera en el segundo capítulo del manga Naruto, justo antes que los otros miembros del «Equipo 7». No obstante, Kishimoto se retractó debido a que sabía que el equipo se desarrollaría mejor sin él en esos momentos. Kakashi fue diseñado como un hombre despreocupado, pero como un ninja experto. Además, Kakashi posee muchos rangos de personalidad originales, al ser despreocupado por las acciones de los demás y al tener una apariencia «medio dormida». Kishimoto comentó que consideraba que esto hacía de Kakashi un líder convincente y así podía mantener la diversidad del «Equipo 7» unificada. Dado que actúa como un enlace entre los otros personajes principales de la serie, Kakashi es raramente el centro de atención de las escenas, mientras que sus alumnos sí. Al decidir el nombre del personaje, el autor examinó una series posibilidades; Kuwa (クワ?  «azada»), Kama (カマ?  «guadaña»), Botan (ボタン «?, peonias»), Enoki (エノキ?  «árbol de ortiga») y Kakashi (カカシ?  «espantapajaros»). Sin embargo, al final se decidió por la última opción, «Kakashi».

## Personalidad
Kakashi cambió significativamente tras las muertes de sus compañeros de equipo, Obito Uchiha y Rin Nohara. Adoptó muchas de las características de ambos, principalmente sus valores de trabajo en equipo. Kakashi mantiene su vida personal separada de la interacción con sus estudiantes, por lo que explica que él tiene una serie de pasatiempos y sueños que «no son de su incumbencia». Asimismo, establece que toda persona que él aprecia está muerta. Un pasatiempo que el ninja no hace ningún intento de ocultar, incluso de sus alumnos, es su afición a la serie de novelas eróticas Icha Icha (イチャイチャ?), libros en los que el autor detalla experiencias del amor y el rechazo.

## Historia

### Pasado
Durante su juventud, el padre de Kakashi fue un ninja muy venerado por la Aldea Oculta de la Hoja, pero este abandonó una misión crucial para el pueblo a fin de salvar las vidas de sus compañeros de equipo, lo que causó que los aldeanos, y hasta sus propios compañeros, lo deshonraran y por tal decidió suicidarse. Deseando evitar la misma deshonra de su padre, Kakashi adoptó la filosofía de que el éxito de una misión debe ser asegurado a toda costa. En años posteriores, Kakashi fue asignado por su maestro, Minato Namikaze, a llevar a cabo una misión que pudiera hacer que la guerra se volviera a favor de Konoha. Cuando su compañera de equipo, Rin, fue capturada por el enemigo, Kakashi decidió seguir con la misión y luego ir en búsqueda de su compañera, pero Obito Uchiha —su otro compañero— rechazó esa alternativa e indicó «que aquellos que abandonan una misión son escoria, pero los que abandonan a sus compañeros son peor que escoria». Conmovido por las palabras de Obito, va al rescate de su compañera, pero en el camino Kakashi pierde su ojo izquierdo. Después de rescatar a Rin, el enemigo detona la cueva donde se encontraban y la mitad derecha del cuerpo de Obito termina aplastada. Sin embargo, este le dice a Rin que le implante su Sharingan a Kakashi, como regalo por haber sido ascendido a jōnin recientemente. Con ayuda de su nuevo ojo, Kakashi logra salir de la cueva y cumplir con la misión, pero a la vez triste porque cree que su compañero había muerto en acción.
Posteriormente, Kakashi accidentalmente asesina a Rin con su jutsu Chidori,(como se ve en el manga 629) debido a que esta había sido capturada por unos shinobis de la Aldea Oculta de la Niebla y convertida en la junchuriki de la bestia de tres colas, Isobu, para que cuando entrara a la Aldea Oculta de la Hoja liberarían la bestia con cola y así destruirla, por su parte Rin, consciente de esto se atravesó en el camino del Chidori de Kakashi y voluntariamente terminó con su propia vida. Así, el joven ninja despierta el Mangekyō Sharingan al igual que Obito, quien había sido tratado médicamente por Madara Uchiha y se dirigía al campo de batalla para ayudarlos. No obstante, Kakashi al no ser un Uchiha, la metamorfosis del Mangekyō Sharingan de su ojo izquierdo le provoca una fuga masiva de chakra lo que rápidamente lo deja inconsciente en el suelo, pero Obito por su parte, al ver la muerte de su compañera decide matar a todos los ninjas de la Niebla a sangre fría y sin piedad, para después aliarse a Madara y llevar a cabo sus planes.

### Primera parte
Kakashi acompaña al resto del «Equipo 7» como líder y sensei. En la primera parte tiene un interés especial hacia Sasuke Uchiha, ya que, según él, eran parecidos. Así, en ocasiones opta por entrenar solamente a Sasuke, con el objetivo de mantenerlo lejos de Orochimaru, uno de los enemigos de Konoha, quien durante los «Exámenes Chūnin» le colocó un sello maldito al joven Uchiha. No obstante, sus esfuerzos se vuelven inútiles cuando Sasuke escapa de la aldea en búsqueda de Orochimaru al final de la primera parte.

### Segunda parte
Dos años y medio después, en la segunda parte, Kakashi reforma el «Equipo 7» con Naruto, Sakura, Sai y Yamato; quienes deciden ir en busca de Sasuke otra vez.
Sakura lucha contra uno de los miembros más poderosos de Akatsuki, Sasori y logra salir victoriosa y como resultado, Sasori le revela que tiene un espía vigilando a Orochimaru con el cual planeaba reunirse en el «Puente del Cielo y la Tierra». Sakura le da esta información al Equipo 7, ya que por medio de esta podrían descubrir la ubicación de Sasuke. El equipo utiliza la pista para encontrar a su camarada, pero una vez más son incapaces de impedir que escape. Mientras que están decepcionados por no haber logrado su objetivo, el Equipo 7 intenta de nuevo encontrarlo, y aunque después de que casi lo capturen pierden su rastro y se ven obligados regresar a casa.
Tras la muerte de Jiraiya en su lucha contra Pain, el sannin deja un código en la espalda del viejo sapo Fukasaku, el cual mostraría cómo se puede derrotar a Pain. Kakashi, junto con Shikamaru y Naruto, logra descubrir el código casi por completo. Más tarde, Pain y Konan invaden la aldea oculta de Konoha, donde Kakashi tiene una batalla con Pain que causa su muerte. Sin embargo, después de que Pain se enfrente a Naruto, decide utilizar todo lo que le queda de su poder para revivir a todos los muertos en la batalla, incluyendo a Kakashi. Luego de esta batalla, Danzō Shimura es nombrado como el sexto Hokage interino, ya que Tsunade Senju se encontraba en estado de coma. Más tarde, el Raikage le envía una carta al nuevo Hokage, el cual acepta la petición de colocar a Sasuke en el «Libro Bingo», libro donde se encuentran escritos los nombres de todos los criminales peligrosos. Este hecho provoca que Kakashi, junto con Yamato, decida acompañar a Naruto a hablar con el Raikage. Una vez reveladas las intenciones de Danzō en la reunión de los cinco Kages, se le revoca el rango como Hokage, mientras que Kakashi pasa a asumir el cargo de facto —no de manera oficial—, sin embargo instantes después llega Shizune avisando que Tsunade ha despertado, regresando esta a su puesto de Hokage,. Posteriormente, cuando Sasuke intenta asesinar a Sakura, Kakashi logra detenerla y rescatarla. Después de que Obito Uchiha (Bajo la identidad de Madara Uchiha) inicie la Cuarta Guerra Ninja, Kakashi se convierte en uno de los generales en la lucha contra Akatsuki. Tras finalizada la Cuarta Gran Guerra Mundial Shinobi, Kakashi es designado oficialmente al cargo como Sexto Hokage de la Aldea, tras el retiro de Tsunade.

## Habilidades

El Sharingan de Kakashi con sus tres aspas.

Mangekyō Sharingan de Kakashi.

El ojo Sharingan izquierdo que le dio Obito Uchiha es una de las cosas que hizo famoso a Kakashi en el mundo de Naruto. Otorgándole la capacidad de imitar los movimientos y jutsus de los demás, gracias al Sharingan, Kakashi posee gran ventaja en las batallas. Esto le ha permitido copiar más de mil ataques diferentes, dando lugar a su apodo, «Ninja que copia» (コピー忍者のカカシ Kopī Ninja no Kakashi?). Debido a que el Sharingan naturalmente solo le pertenece a los miembros del clan Uchiha, cada vez que Kakashi lo utiliza su energía se agota rápidamente. Además, Kakashi —al mismo tiempo que Obito—, desarrolló el Mangekyō Sharingan tras haber asesinado accidentalmente a su compañera de equipo, Rin Nohara, por su propia decisión. Con esta forma evolucionada del Sharingan, puede usar una técnica llamada «Kamui» (神威?  lit. «La autoridad de Dios»), la cual envía cualquier objeto o persona a otra dimensión, sin embargo este no suele usar el jutsu del Kamui con mucha frecuencia, ya que para hacerlo el mismo consume una gran cantidad de chakra.
Aunque la mayoría de las habilidades de Kakashi fueron adquiridas por el Sharingan, ha logrado desarrollar dos técnicas por sí mismo. Raikiri el cual es una recopilación de rayos de chakra en la mano y una versión mejorada del Chidori. Si bien Kakashi no fue capaz de utilizar eficazmente el Chidori hasta obtener el Sharingan. La segunda habilidad creada por Kakashi es la invocación de los perros ninjas (忍犬 Ninken?), ocho perros capaces de hablar que han sido entrenados con el fin de rastrear personas.

### Misiones completadas
Durante el transcurso de la historia, Kakashi ha realizado un total de 1141 misiones:
- Misiones D: 197
- Misiones C: 190
- Misiones B: 474
- Misiones A: 322
- Misiones S: 57

## Apariciones en otros medios
Kakashi ha hecho varias apariciones fuera del manga y anime Naruto. Ha aparecido en tres de las cuatro películas de la serie: en la primera película, donde lucha contra Nadare Rouga, el cual es derrotado; en la tercera, lucha con uno de los ninja contratados por Karenbana; y por último, en la cuarta película, que se fija en la segunda parte de la serie, Kakashi lucha contra un grupo de soldados de piedra. También está presente en todas las animaciones originales; en la primera, ayuda a Naruto y Konohamaru a encontrar un trébol de cuatro hojas; en la segunda, junto a su equipo escoltan a un ninja llamado Shibuki a su aldea y lo ayudan a luchar contra un cazador; y por último, la tercera, en donde participa en un torneo deportivo.
Kakashi es un personaje jugable en casi todos los videojuegos de Naruto, incluso en Clash of Ninja y Ultimate Ninja; y en algunos juegos es capaz de usar su Sharingan en combates. Asimismo aparece en videojuegos donde lucha contra varios personajes de otros manga y anime; estos juegos incluyen a Battle Stadium D.O.N, Jump Super Stars y Jump Ultimate Stars.

## Recepción
En encuestas sobre la popularidad de los personajes realizadas por Shūkan Shōnen Jump, Kakashi ha logrado muchas veces llegar en los cinco primeros y en ocasiones ha llegado a la primera posición; sin embargo, en la encuesta más reciente se clasificó de tercer lugar, mientras que el primer lugar lo ocupó Naruto, seguido de Sasuke. Se han lanzado varios accesorios con la semejanza de Kakashi, incluyendo muñecos de felpa, llaveros, y figuras de edición limitada.
Varias publicaciones de manga, anime, videojuegos y otros medios relacionados han proporcionado elogios y críticas sobre el personaje de Kakashi. IGN comentó que el personaje es muy despreocupado y apático al tratar a sus estudiantes, pero acepta que él es uno de los personajes más populares de la serie. En una encuesta realizada por T.H.E.M. Anime Reviews, se comentó que la serie podría llamarse solamente «Kakashi». Dani Moure de Mania Entertainment, comentó que le gustó la forma en que encajó Kakashi en el Equipo 7 por el hecho de que es un «personaje divertido, que a veces no parece estar preocupado por nada». Chris Beveridge —otro revisor de Mania Entertainment— comentó que Kakashi es su personaje favorito de la serie debido a su personalidad, y elogió su batalla contra Pain, y que después de su final, el personaje tuvo «un momento muy humanizante», haciendo que el episodio de la batalla destacara. El mangaka Yoshihiro Togashi señaló que la batalla de Kakashi contra sus estudiantes fue uno de los momentos de la primera serie que lo impresionó debido a cómo la diferencia de fuerza entre cada personaje fue mostrada mientras Kakashi leía un libro durante la pelea.